# Голвей (затока)
Голвей (англ. Galway Bay; ірл. Loch Lurgain або ірл. Cuan na Gaillimhe) — затока Атлантичного океану на західному узбережжі Ірландії, між графством Голвей у провінції Коннахт на півночі та Бурреном у графстві Клер у провінції Манстер на півдні. Місто Голвей знаходиться на північному сході. Затока має довжину близько 50 кілометрів і ширину від 10 кілометрів до 30 кілометрів. Аранські острови (Oileáin Árann) знаходяться на заході навпроти входу, а всередині затоки є численні невеликі острови. На захід від Голвея скелі гранітні, а на південь вони вапнякові.
Прибережні частини затоки Голвей оголошено спеціальною заповідною зоною. Це пов'язано з широким спектром важливих типів середовищ існування, які включають припливно-відливні мули та піщані береги, інші літоральні середовища, прибережні лагуни, солончаки, турлоуги, рослинні скелі, вапняні луки та вапнякові покриття. Затока Голвей є місцем проживання звичайних тюленів і видр, а також є важливим орнітологічним місцем для морських птахів, куликів і водоплавних птахів.